# 民政総署大楼

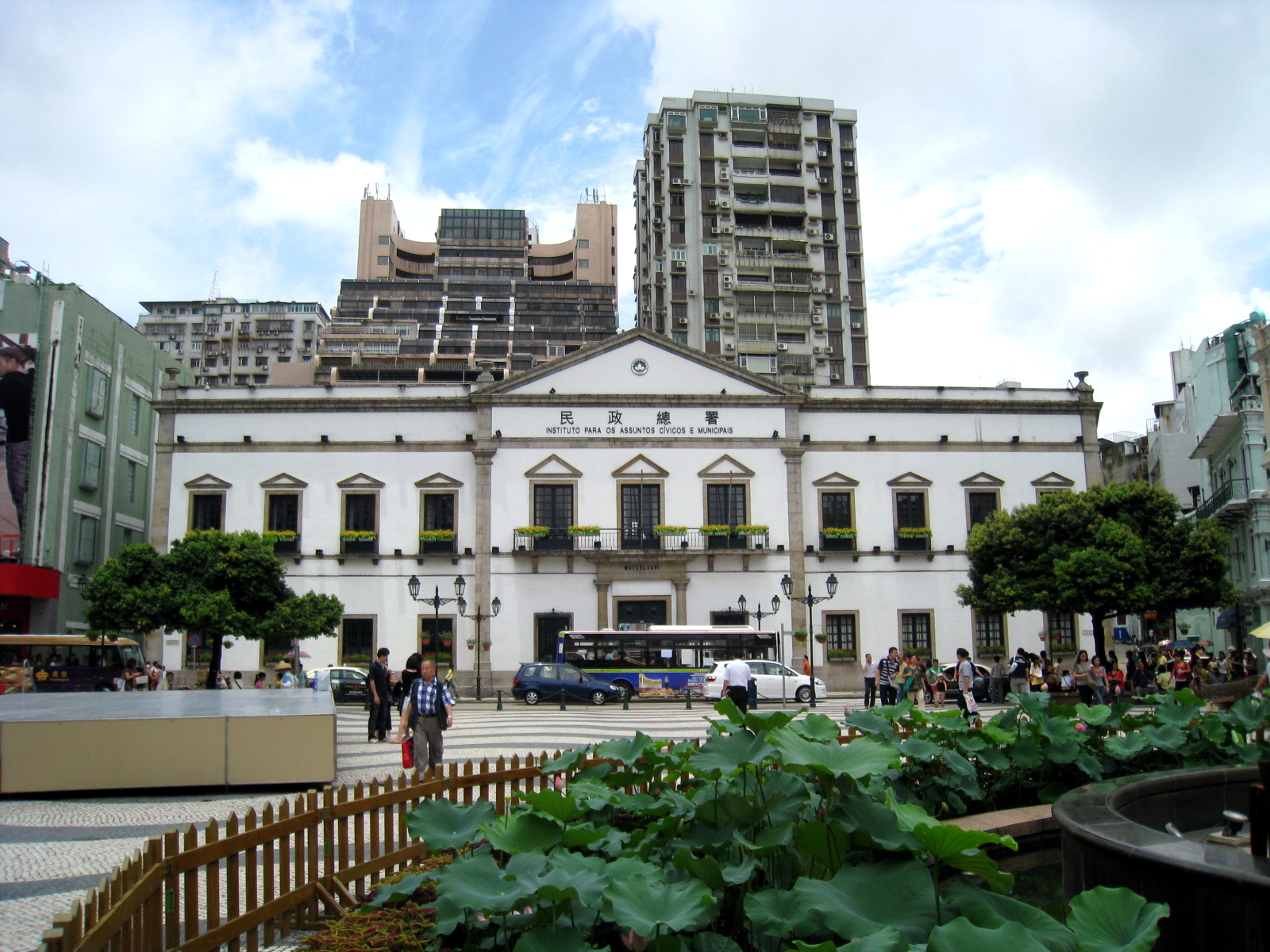
民政総署大楼（庁舎）

民政総署大楼（みんせいそうしょたいろう、中国語: 民政總署大樓、ポルトガル語: Edifício do Instituto para os Assuntos Cívicos e Municipais）は、中華人民共和国マカオ特別行政区の役所「民政総署」の本庁舎。ポルトガル統治時代は澳門市の市役所が置かれ、中国語で「市政廳大樓（市役所庁舎）」、ポルトガル語で「Leal Senado（忠順なる議会）」と呼ばれていた。民政総署大楼前の広場のことを「セナド広場」というのは、この「レアル・セナド」に由来する。

## 概要
1584年、ポルトガル人はマカオに自治制を敷くことにし、これまで明朝の役人との会談や交渉をしていた建物に、議事堂（議事亭）として改めて中国式庭園を持つレンガ造りの建物を建てた。これが民政総署大楼の起源である。1784年に土地を買い取って、バロック様式の二階建ての建物に建て直した。その後、台風の被害に遭ったため、1876年に改修した。その際に新古典主義様式を加味した建築にした。1940年頃にも大改修が行われ現在の建築となった。
2002年、澳門市が廃止され、新たに設置された民政総署の本部庁舎となった。
2005年7月15日、ユネスコはマカオ歴史地区内の建築物として本建築物を世界遺産に登録した。